# پتری کایاسیلتا
پتری کایاسیلتا (فنلاندی: Petteri Kaijasilta؛ زادهٔ ۳ اوت ۱۹۷۴) بازیکن فوتبال اهل فنلاند بود.
از باشگاه‌هایی که در آن بازی کرده‌است می‌توان به باشگاه فوتبال میپا، باشگاه فوتبال واسان پالوسئورا، باشگاه فوتبال فالکیرک، و باشگاه فوتبال تورون پالوسئورا اشاره کرد.
وی همچنین در تیم ملی فوتبال فنلاند بازی کرده‌است.